# 削减进攻性战略武器条约
《削减进攻性战略武器条约》全称为《美利坚合众国和俄罗斯联邦削减进攻性战略武器条约》（SORT），也称《莫斯科条约》，是美国和俄罗斯之间的一项削减战略进攻性武器的军备控制条约，2003年6月生效，2011年2月被《新削减战略武器条约》取代。
该条约被称为两国之间“新战略关系的重要组成部分”，双方同意将各自处于部署状态下的核弹头限制在1700至2200枚之间，条约于2002年5月24日在莫斯科签署。
在美国参议院和俄罗斯国家杜马批准后，条约于2003年6月1日生效。如果条约没有被《新削减战略武器条约》取代，该条约将于2012年12月31日到期。缔约国可以在向另一方发出书面通知三个月后退出条约。

## 核裁军
条约是俄罗斯（前苏联）和美国之间的一系列核裁军条约和谈判之一，包括《第一阶段削减战略武器条约》，《第二阶段削减战略武器条约》，《第三阶段削减战略武器条约》，《新削减战略武器条约》以及《战略武器限制谈判》。
条约与《削减战略武器条约》的区别在于，它只限制部署状态的战略核弹头，而《第一阶段削减战略武器公约》通过对运载工具（洲际弹道导弹、潜射弹道导弹和重型轰炸机）的划分来限制核武。
俄罗斯和美国代表团每年举行两次会议，在双边执行委员会的框架下讨论条约的执行情况。

## 批准
条约于2002年12月提交批准，但通过花费了大约一年时间，因为委员会担心裁军的经费和对尚未达到使用寿命的核武实施销毁而遭到拒绝后，不得不重新提交。此外，委员会对可能影响美国一次核打击能力的问题表示担忧。
批准条约也存在问题，杜马外交事务委员会主席德米特里·罗戈津与俄罗斯联邦委员会主席米哈伊尔·马尔格洛夫意见相左。德米特里·罗戈津认为，由于2003年伊拉克战争，条约应该推迟，但俄罗斯最终也没有推迟批准条约。最后的投票类似于《第二阶段削减战略武器条约》，近三分之一的代表投了反对票。批准决议要求总统报告核力量的发展情况，并指出关键立法者应被纳入规划。

## 实施
勞倫斯利佛摩國家實驗室报告称，布什总统指示美军到2012年将已部署和储备的核武库存减半。目标于2007年实现，将美国核弹头数量减少至2001年核武数量的50%。

## 批评
虽然布什总统表示条约“消除了冷战时期的核遗产”，总统安全顾问康多莉扎·赖斯表示，该条约应被视为“上个世纪的最后一项条约”，但其他人出于各种原因批评了该条约：
- 无论是签署国还是缔约国，都没有核查机制来证明削减实际上已经发生。

- 削减核武库不一定是永久性的；弹头不需要销毁，因此可以储存起来，然后重新部署。

- 削减核武库的工作必须在2012年12月31日前完成，这也是条约的截止日期，除非双方同意延长条约。

- 条约其中的一项条款规定，在发出退约通知三个月后就可以退出，由于退约没有标准，任何一方都可以不采取任何行动退出条约，然后在2012年9月退出。